# 一輝まんだら
『一輝まんだら』（いっきまんだら）は、手塚治虫による日本の漫画作品。

## 概要
『漫画サンデー』にて1974年9月28日号から1975年4月12日号まで連載された。
時は1900年、ヨーロッパの列強に植民地化されつつある清王朝末期の中国や明治時代の日本を舞台に、史実とフィクションを巧みに交えつつ、清国と明治日本の関わりや当時の清国人への差別的な待遇、義和団の乱や孫文による革命運動、蔣介石や毛沢東の登場など、主に当時の中国の歴史を中心に描かれている。作品には「一輝まんだら」というタイトルの通り北一輝も登場しており、社会主義的な思想の色合いも濃い。連載していた雑誌の趣向に合わなくなってきたという理由で第一部完の状態で終わっている。
あとがきにて手塚は、第二部では、北一輝の上海での執筆活動や、日本の軍閥の模様、二・二六事件を描くつもりであり、連載に意欲のあることを語っていたが、1989年に亡くなるまでに連載はついに再開されないまま終わった。

## 登場人物
姫三娘 （き さんじょう）
中国山東省の貧農家の娘。税滞納の罰を命じた役人を撲殺し指名手配となる。逃亡の末に義和団（紅灯照）と出会い、深い考えなしに入隊する。入隊後、牧師をレイプした後殺害することを命じられ実行。以後、トラウマとなって男の裸体を見ると殺人衝動が起きるという精神病を患う。義和団壊滅後に上海へ逃れて来て、王太白の知遇を得る。
豚っ鼻で顔はブサイク、髪はボサボサで、豊満な体つきである。
第一部最終話では、日本と自国の民族格差を訴える表現者となるべく日本の新聞社に入社しており（ただし、女性で清国人でもあることから記者待遇ではなく、お茶くみ要員として）、出版社から自著の出版を断られた北輝次郎と再会している。
北輝次郎
眼病治療のために上京している。右目に眼帯をしており、外出時は学生帽にインバネスコートという服装で描かれることが多い。
三娘が故郷で恋人だった人に似ているため心を乱され憎しみもするが、たびたび出会う三娘が気になっている。
「国体論及び純正社会主義」を書き上げるが、その内容が過激すぎること、観念的過ぎて現実の民衆を見ていないことなどを出版社の編集員から指摘され、どこからも出版を断られている。
李来中 （り らいちゅう）
義和団の幹部。三娘の初恋相手。三娘が死んだ妹に似ているため気にかけている。八カ国連合軍に北京の籠城戦で重傷を負い、逃亡中に三娘に看取られる。
王太白 （おう たいはく）
上海の富裕層の子弟。章炳麟門下の革命青年グループの中でも急進派であり漢民族の復興を志す。お尋ね者である三娘と一緒のところを目撃されたことから反政府運動者として拘留、拷問を受ける。両親の説得と革命青年グループの参加者を告白したことで釈放されるが、訪ねてきた三娘を両親が官警に密告したことから、三娘を連れて日本へ渡る。
日本では黒龍会の世話になり、孫文とも交流を持つが、孫文の目指すアメリカ式の民主主義路線に反発し袂を分かつ。
日本への船中で知り合った鉢須賀鳩子と恋に落ちるが、公爵の手の者に捕えられ、身分違いを責められる。革命の役に立つよう陸軍士官学校へ口利きをするということで、鳩子に別れの手紙を出して、士官学校へ入学する。
士官学校では在校生の差別発言が元で喧嘩、在校生に失明の怪我をおわせ投獄、軍事裁判の法廷に立たされる。
鉢須賀鳩子 （はちすか はとこ）
鉢須賀公爵家の一人娘。上海から日本への客船で出会った王太白に好意を抱いたが、公爵の命により豪商である九和家の息子と見合いをさせられ、その際に息子が鳩子に襲いかかったため、正当防衛として瀕死の重傷を負わせる。娘が人を殺しかけたというスキャンダルの発覚を恐れた公爵は結婚を進めようとしたが、公爵夫人の手引で鳩子は出奔。出奔先で船中で出会い気になっていた王太白と再会、恋に落ちる。
しかし、王太白から別離の手紙を届けられ、家に戻り九和の息子との結婚に臨む。
九和の息子
鳩子の結婚相手。頭が弱く性欲旺盛。見合いの席で2人きりになったところで、鳩子に襲いかかろうとした。

## 単行本
- ハードコミックス 全2巻（大都社）
- 手塚治虫漫画全集 全2巻（講談社）
- 上下巻（角川書店）
- コンビニコミックス 全1巻（角川書店）
- 手塚治虫文庫全集 全2巻（講談社）